# Gabrsko
Gabrsko este o localitate din comuna Trbovlje, Slovenia, cu o populație de 375 de locuitori.